# Bryum macrosporum
Bryum macrosporum är en bladmossart som beskrevs av Edwin Bunting Bartram 1946. Bryum macrosporum ingår i släktet bryummossor, och familjen Bryaceae. Inga underarter finns listade i Catalogue of Life.